# 호록고선우
호록고선우(狐鹿姑單于, ? ~ 기원전 85년)는 흉노의 선우다. 호록고는 선우의 칭호로, 이름은 불명이다. 선대 선우 저제후선우의 장남이다. 연연산 전투에서 대승을 거둬 한나라의 흉노 원정을 종결시켰지만, 크나큰 피해로 인해 한나라와 화평하려 했으나 도중에 병사했다.

## 생애
저제후선우 생전에는 흉노의 태자인 좌현왕으로, 아버지가 죽을 때 유언으로 선우가 되도록 했지만, 병 때문에 흉노의 귀인들이 자신의 동생 좌대장을 세우려 했다. 좌대장에게서 자신이 죽으면 다음 선우로 삼는다는 조건으로 선우 자리를 양보받아 즉위할 수 있었다. 그래서 즉위하고서 좌대장을 좌현왕으로 삼았지만, 좌현왕이 죽자 좌현왕의 아들 선현전은 일축왕으로 삼고 자기 아들을 좌현왕으로 세웠다.
재위 6년(기원전 91년)과 7년(기원전 90년), 흉노는 한나라의 상곡군과 오원군과 주천군을 잇따라 쳐서 사람들을 죽이고 잡았다. 그래서 한나라의 이사장군 이광리가 이끌고 오원에서 출발하는 7만 군, 어사대부 상구성이 이끌고 서하에서 출발하는 3만여 군, 중합후 마통이 이끌고 주천에서 출발하는 4만여 군의 응징 원정을 받았다. 이에 모든 보급품을 북쪽으로 옮겨 질거수(셀렝가강)까지 물렸고, 좌현왕에게 백성을 맡겨 여오수 너머로 옮겼고, 자신은 정예 군대를 거느리고 안후(오르콘강)와 고저수(투이강)를 건넜다. 상구성과 마통과의 싸움은 불리했지만 그들은 흉노 깊숙히 쳐들어오지 않고 물러났다.
이광리와의 싸움에서는 처음 우대도위와 위율에게 5천 기를 맡겨 싸움을 걸었지만 격파당해 범부인성까지 한군이 진격하는 것을 막지 못했다. 그런데 이때 이광리의 생질 창읍애왕 유박을 태자로 세우려는 무고에 걸려 이광리의 사돈 유굴리의 일족이 주멸되고 이광리의 일족이 체포되자, 궁지에 몰린 이광리가 죄를 덮는 공을 세우려고 서둘러 흉노 깊숙히 진격해 질거수까지 올라왔다. 흉노의 좌대장과 2만 기가 한나라 2만 기와 싸워 좌대장은 전사하고 흉노의 피해는 컸지만, 무리한 진격에 불만을 가진 한군 내에서 분열이 일어나 결국 이광리는 더 진격하지 못하고 속야오 연연산(항가이산맥 일대)까지 물러났다. 이에 친히 5만 기를 거느리고 며칠 간 피곤한 한나라 군대와 싸워 서로 많은 사상자를 내고 승패를 내지 못했다. 그러자 밤에 한나라 군대 앞에 구덩이를 수 척가량 파고, 한나라 군대의 뒤를 급습해서 결국 이광리의 항복을 받아냈다(연연산 전투). 항복한 이광리에게 딸을 주고 전에 투항한 위율보다 높이는 등 우대했다.
재위 8년(기원전 89년), 한나라에 편지를 보내 한나라를 약탈하지 않는 대가로 네 가지 요구를 했다.
1. 관시를 연다.
2. 한 황실의 여자와 혼인한다.
3. 술 만 석, 도정한 곡식 5천 곡, 비단 만 필을 흉노에 준다.
4. 이외에 옛 약속대로 지킨다.

그런데 한나라에서 답하러 보낸 사자에 대고 무고의 옥을 들어 한나라는 태자가 모반을 일으키는 나라라고 욕했고, 사자는 사자대로 흉노는 묵특 선우가 두만 선우를 죽이고 계모를 처로 삼는 짐승의 나라라고 욕해 사자를 3년 간 잡아두었다가 풀어주었다.
호록고선우가 이광리를 총애하는 것을 보고 시기한 위율은 선우의 어머니 연지가 아프자 무당을 꾀어 이광리를 희생으로 드리게 했고, 이를 따라 이광리를 잡아들였는데 이광리는 희생이 되면서 흉노를 망하게 하겠다고 저주했다. 이후 여러 달 지속되는 폭설로 가축이 죽고 역병이 돌고 농사도 되지 않는 등 심한 자연재해를 겪어, 이광리를 위한 사당을 세웠다.
연연산 전투로 인해 한나라가 더 쳐들어오지는 않았지만, 수십년 간 지속된 한나라와의 전쟁으로 인해 흉노도 피폐해져, 한나라와 화친을 맺고자 했다. 그래서 재위 12년(기원전 85년) 실행에 옮기려 했으나 병으로 죽었다.

## 출전
- 반고: 《한서》 권94 흉노전제64 상